# آبشار هورستیل (یوسیمیتی)
آبشار هورستیل (به انگلیسی: Horsetail Fall) آبشاری است که در پارک ملی یوسیمیتی، ایالات متحده آمریکا واقع شده و ارتفاع کلی ریزشگاه آن ۶۵۰ متر (۲٬۱۳۰ فوت) است.